# Dunmore Cave

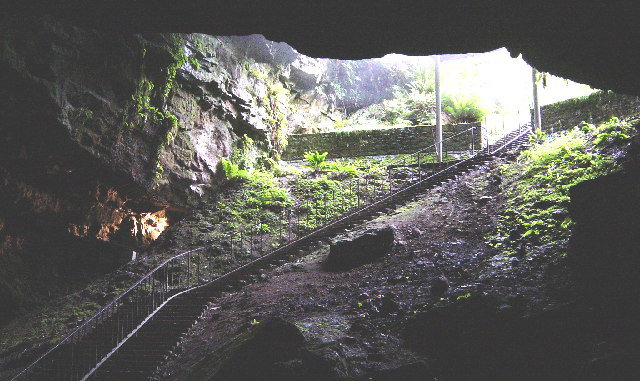
Eingang der Höhle

Die Dunmore Cave (irisch Dún Mór bedeutet „große Festung“) ist eine Kalkstein-Höhle im Townland Mohil in Ballyfoyle, im County Kilkenny, Irland.
Es ist eine Schauhöhle und für die Öffentlichkeit zugänglich, vor allem bekannt für seine zahlreichen archäologischen Funde. Sie wird bereits im 9. Jahrhundert in den Irish Triads (historische Jahrbücher) erwähnt. Dort wird berichtet, dass im Jahre 928 ein Wikinger-Massaker in der Nähe der Höhle stattgefunden haben soll.

## Lage
Die Höhle liegt in der Nähe der Straße N78 (Kilkenny–Castlecomer) etwa elf Kilometer nördlich von Kilkenny City.

## Beschreibung
Die über 80 m lange Höhle ist in fünf Hauptkammern unterteilt,
- Main Chamber I + II
- Haddon Hall, Crystal Hall und Rabbit Burrow mit der Quelle sind schwer zugänglich.

Der breite Eingang führt zu den Hauptkammern. Von Kammer I führt ein Aufstieg zur Kammer mit dem 'Market Cross' – einem riesigen Stalagmiten in der Mitte der dreieckigen Nebenkammer. Rechts und links der Kammer befinden sich andere Tropfsteine. Der Boden ist mit Stalagmiten bedeckt.
Seit 1940 ist die Höhle in Staatsbesitz und auf Grund ihrer geschichtlichen Vergangenheit ein National Monument.